# Federazione di rugby a 15 del Lussemburgo
La Federazione Rugby XV del Lussemburgo (in francese: Fédération Luxembourgeoise de rugby) è l'organo che governa il Rugby a 15 in Lussemburgo.
Affiliata all'International Rugby Board, è inclusa fra le nazionali di terzo livello senza esperienze di Coppa del Mondo.